# Chris Phillips (aktor)
Chris Phillips (ur. 26 lutego 1958 w Nowym Jorku) – amerykański aktor głosowy, rzadko występujący przed kamerą.
Jest też scenarzystą i piosenkarzem. Ma na swoim koncie 37 ról jako aktor głosowy. Jego najsłynniejsze role to między innymi Marty Chonks i El Burro z gry Grand Theft Auto III oraz różne głosy z serii Max Payne. Użyczył również głosu w filmie Epoka Lodowcowa 4.